# Deeltje
Een deeltje is een kleine hoeveelheid materie. Een niet verder deelbaar, kleinst mogelijk deeltje is in de natuurkunde een elementair deeltje. Enkele typen deeltjes, van groot naar klein:
- Stofdeeltjes zijn maximaal 500 micrometer of 0,5 mm in diameter. Huisstof bestaat uit een mengsel van huidcellen, textielvezeltjes en stof van buiten.

- Roetdeeltjes zijn maximaal 5 micrometer. Ze bestaan voornamelijk uit koolstof en ontstaan bij onvolledige verbranding.

- Rookdeeltjes zijn 0,01 tot 1 micrometer in diameter. Het zijn verbrandingsproducten die als aerosol in de lucht hangen. Hoewel een rookdeeltje niet met het blote oog zichtbaar is, bestaat het toch nog uit zo'n miljard atomen.

- Een molecuul is de kleinste hoeveelheid van een moleculaire stof. Wanneer een molecuul verder opgedeeld wordt, worden stoffen gevormd met een andere chemische identiteit: een watermolecuul dat wordt gesplitst, is geen water meer, het molecuul ontleedt in een zuurstofatoom en een waterstofmolecuul. Een molecuul bestaat uit twee of meer atomen, die aan elkaar gebonden zijn, doordat enkele van hun elektronen in een gezamenlijke aangeslagen toestand verkeren. Het kleinste molecuul is waterstof H2, met een lengte van 1,5 ångström (1,5 × 10−10 m, ofwel 150 miljoenste micrometer). De meeste moleculen zijn een paar, tot enkele tientallen ångström in doorsnee. Een DNA-molecuul is een macromolecuul en is in zijn opgerolde vorm als chromosoom 0,2 tot 20 micrometer lang. Er is in principe geen limiet aan de grootte van een molecuul. Zo wordt een diamant gevormd door één enkel molecuul, in de vorm van een covalent netwerk; dat is een kristalrooster dat niet bestaat uit ionbindingen, zoals bij zouten, maar uit atomen die met elkaar zijn verbonden via covalente bindingen. De Cullinan, de grootste gevonden diamant van 621,2 gram, is volgens het covalent netwerk-model een molecuul van 3,12 × 1025 koolstofatomen. Gecrosslinkte plastics kunnen ook als één molecuul worden opgevat.

- Atomen zijn de bouwstenen van moleculen. Het kleinste atoom is het heliumatoom, met een diameter van 0,6 ångström, het grootste is het franciumatoom, met een doorsnee van 5,4 ångström. Een atoom bestaat uit een kern met een positieve elektrische lading, waar een of meer elektronen omheen bewegen.

- De atoomkern is het binnenste, en veruit zwaarste deel van een atoom. De kern is positief geladen; de grootte van de lading bepaalt om welk atoom het gaat. Een atoomkern is ongeveer 10−14 m (10 femtometer ofwel een tienduizendste ångström) groot.

- Subatomaire deeltjes zijn kleiner dan het atoom en de atoomkern. Sommige zijn elementair, dus ondeelbaar, andere bestaan uit een aantal elementaire deeltjes tezamen. Ze zijn minder dan 1 femtometer (10−15 m) in middellijn. Er zijn er meer dan 250 verschillende soorten experimenteel waargenomen. Het proton, neutron en foton zijn voorbeelden van subatomaire deeltjes.

- Elementaire deeltjes zijn niet verder op te delen. Volgens de huidige inzichten, vervat in het standaardmodel van de deeltjesfysica, zijn bijvoorbeeld elektronen, fotonen en quarks elementaire deeltjes. De deeltjes zijn zeer klein. Het is van sommige elementaire deeltjes niet met zekerheid te zeggen of ze wel ruimte innemen, het zouden ook puntdeeltjes kunnen zijn. Volgens de onbevestigde snaartheorie daarentegen zijn elementaire deeltjes ten minste 10−35 m groot.

## Natuurkunde
Deeltjes worden in verschillende natuurkundige vakgebieden bestudeerd, met name in de:
- atoomfysica
- deeltjesfysica
- kernfysica
- molecuulfysica